# Talassa (divinità)
Talassa (in greco antico: Θάλασσα?, Thalassa) è un personaggio della mitologia greca. È una divinità primordiale del mare.
È una divinità conosciuta anche nella mitologia romana.

## Genealogia
Figlia di Etere ed Emera. Da Ponto generò i pesci, Alia ed i Telchini. 

Dal membro tagliato di Urano che cadde in mare (cioè su di lei) generò Afrodite.

## Mitologia
Era la personificazione divina e femminile del mare, nata agli albori della creazione ed era la fecondità del mare stesso, non solo la sua divinità residente. 

La sua controparte maschile è Ponto ed entrambi sono antecedenti agli dei dell'Olimpo.
Di lei, Babrio racconta che un giorno un contadino assistette ad un naufragio e rimproverò il mare di essere un nemico dell'umanità. 
 
Assumendo la forma di una donna, Talassa emerse dall'acqua e rispose dando la colpa ai venti ed aggiunse di essere più gentile della terra arida coltivata dal contadino stesso.
In un altro racconto, un sopravvissuto ad un naufragio accusa il mare di tradimento e riceve la stessa scusa.